# Syddansk Universitet (Alsion)
Syddansk Universitet, Alsion Sønderborg er et regionalt centrum for forskning, uddannelse og kultur. Universitetsafdelingen er en del af Syddansk Universitet, der også har afdelinger i Odense, Kolding, Slagelse, København, Esbjerg og Flensborg. Universitetet blev i 1998 oprettet ved fusion af Handelshøjskole Syd, Ingeniørhøjskole Syd, Odense Universitet og Sydjysk Universitetscenter. 
Universitetet har til huse i videns- og kulturcenteret Alsion ved Alssund og har specialiseret sig i sprog, økonomi, regionale studier og forskellige ingeniøruddannelser. Miljøet er internationalt. Dels på grund af samarbejdet med universitetet i Flensborg og dels på grund af den høje andel af udenlandske studerende.